# Scott Sigler
Pour les articles homonymes, voir Sigler.
Œuvres principales
- Série Infection
- Série Generations

Scott Sigler, né le 30 novembre 1969 à Cheboygan dans le Michigan, est un romancier américain contemporain de science-fiction et d'horreur. Il réside à San Francisco, en Californie, avec sa femme et ses deux chiens.

## Œuvres

### SérieInfection
1. Infection, Milady, 2010 ((en) Infected, 2008), trad. Éric Betsch
2. (en) Contagious, 2008
3. (en) Pandemic, 2014

### SérieGenerations
1. Alive, Lumen, 2016 ((en) Alive, 2015)
2. Alight, Lumen, 2016 ((en) Alight, 2016)
3. Alone, Lumen, 2017 ((en) Alone, 2016)

### Romans indépendants
- (en) Earthcore, 2005
- (en) Ancestor, 2007
- (en) Nocturnal, 2012